# London School of Business and Finance
La London School of Business and Finance (LSBF) est une école de commerce privée à Londres, au Royaume-Uni, offrant des programmes d'enseignement supérieur. LSBF offre des Masters en management, finance et marketing, des Bachelors (Licences), des formations pour les professionnels (cadres et employés) et enfin des qualifications professionnels (ACCA, CFA, CIM et CIMA). Les diplômes de LSBF sont valides par ses établissements partenaire: Grenoble Graduate School of Business, University of Bradford and University of Central Lancashire.
LSBF possède deux campus au centre de Londres, un à Manchester, un à Birmingham, un à Toronto et un à Singapour. LSBF a une philosophie bien à elle, elle souhaite offrir aux étudiants l’opportunité de poursuivre un diplôme académique de qualité et en simultané une qualification professionnelle avec un soutien vigoureux à la progression de carrière via son service emploi carrière.

## Histoire

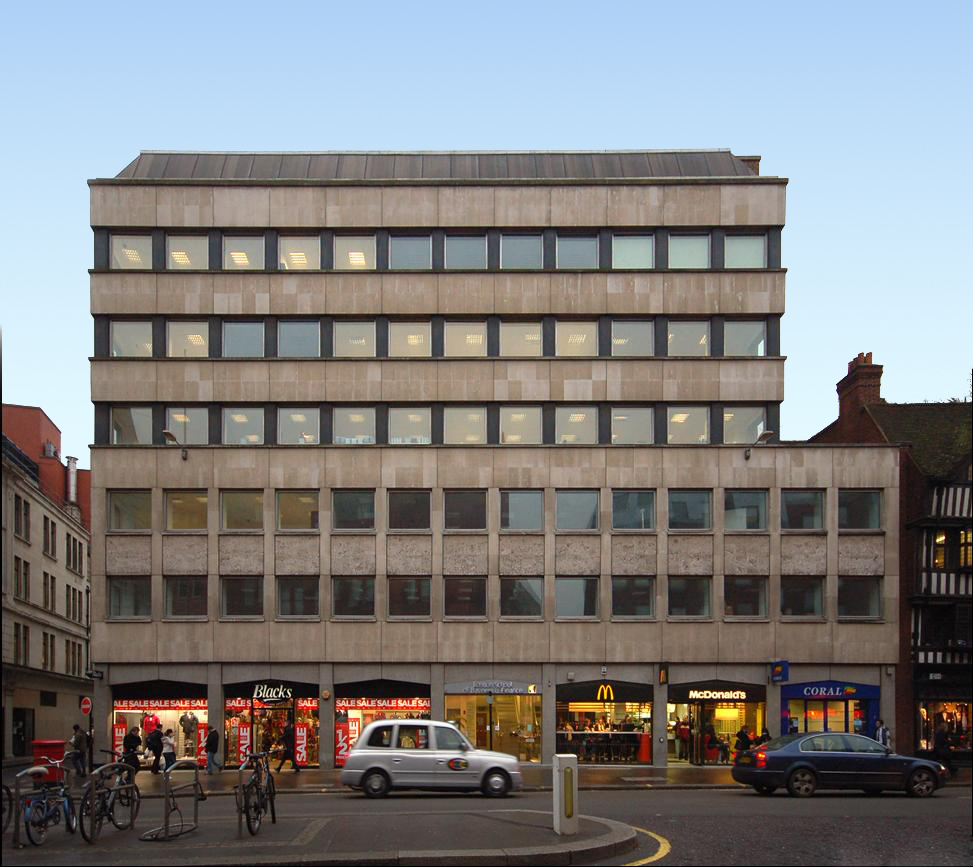
The main LSBF building in Holborn, London

London School of Business and Finance a été fondée par Aaron Etingen en 2003.
L’école a commencé par offrir des formations en finance et gestion  et des qualifications professionnelles, ACCA et CIMA. Au fil des ans, l’école a créé des partenariats avec d’autres établissements  d'enseignement supérieur dans le but d’offrir des Bachelors (Linceces) et des Masters.
LSBF a ouvert son premier campus en dehors du Royaume-Uni en février 2011 à Toronto au Canada et en juin 2011 à Singapour.
Sur ces deux campus, l’école offre des formations en finance et gestion  et des qualifications professionnelles. L’école a aussi un partenariat avec Shanghai University et avec une école en Inde nommée CL Educate.
En 2010, LSBF a lancé le LSBF Global MBA, une application sur Facebook qui offre des centaines d’heures de cours gratuits à tous les utilisateurs, cela comprend 80 heures de vidéo en haute définition. En lançant cette application, London School of Business and Finance est devenue le premier établissement d’enseignement supérieur à permettre aux étudiants « d’essayer avant de s’inscrire » et d’ainsi limiter les barrières d’un enseignement classique.
En avril 2012, LSBF formait un partenariat avec la London Metropolitan University dans le cadre duquel des nouveaux programmes de premier cycle, de troisième cycle et professionnels validés par la London Metropolitan University été délivrés par LSBF dans ses campus au Royaume-Uni, à la fois pour les étudiants anglais et internationaux. En décembre 2012, ce partenariat a pris fin d'un commun accord, avec LSBF et la London Metropolitan University publiant le communiqué de presse suivant : « les deux parties sont convenues que, même si beaucoup a été fait au cours de cette période, compte tenu de la base sur laquelle le partenariat avait commencé et des changements survenus sur le marché de l'enseignement supérieur, il serait préférable pour chaque institution de prendre des chemins indépendants. » 
London School of Business and Finance fait partie du Groupe LSBF qui inclut aussi London College of Contemporary Arts (LCCA), la plateforme en ligne InterActive, Finance Business Training (FBT), School of Fashion and Design (SFDLondon), LSBF School of English et St Patrick’s College London.

## Campus
LSBF possède deux campus au centre de Londres, un à Manchester, un à Birmingham, un à Toronto et un à Singapour. Sur les campus de Toronto et Singapour, l’école offre uniquement des formations en finance et gestion  et des qualifications professionnelles. L’école a aussi un partenariat avec Shanghai University et avec une école en Inde nommée CL Educate.Shanghai-London School of Business and Finance

## Académique

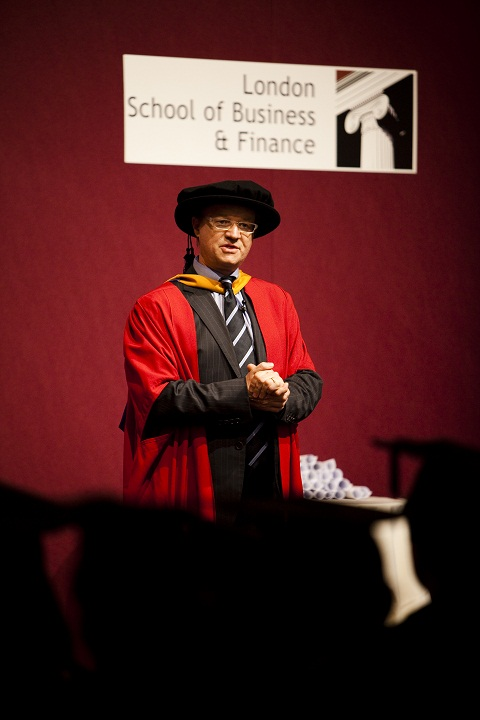
Professor and Vice Rector, James Kirkbride, speaking at the LSBF 2011 Summer graduation ceremony

### Programmes
LSBF collabore avec Grenoble Graduate School of Business pour offrir des Masters de deux ans, MBA, MSc in Finance, Master of International Business (MIB), MSc Fashion and Luxury Management et un Bachelor (Licence) en trois ans, Bachelor in International Business. LSBF offre un dual MBA qui combine le MBA et une qualification professionnelle, ACCA, CFA ou CIMA.
Avec University Of Central Lancashire (UCLAN), LSBF offre des Bachelors (Licence): Bachelors in Business Administration, Bachelors in Accounting & Financial Studies et LLB Law.
Avec  Bradford University, une des plus anciennes écoles de commerce au Royaume-Uni, LSBF offre le LLM in International Business Law.

#### Programmes en ligne
LSBF offre un large choix ce programmes via sa plateforme en ligne InterActive. Il est possible d’étudier le MBA, MSc in Finance, MSc in Marketing, ACCA, CIMA, CFA et plus de 20 Postgraduate Certificates. Via InterActive, les étudiants ont accès à une classe virtuelle, un forum de discussion et de nombreuses ressources comme des vidéos en direct et enregistrées, un service de soutien technique, une bibliothèque en ligne et des études de cas d’Harvard Business School.
Les étudiants de LSBF Global MBA peuvent opter pour une évaluation et paient ensuite pour leur diplôme. Ces deux applications ont figuré dans les medias nationales et internationales come New York Times, Reuters, et Bloomberg. LSBF Prep Centre pour ACCA a gagné le prix de ‘Study Resource of the Year’ par PQ Magazine en février 2011.

### Classements
En juin 2011, le MSc in Finance de Grenoble Graduate School of Business (GGSB) offert à LSBF a été classé 6e au rang mondial par le Financial Times.
Le Bachelors in International Business (BIB) de GGSB offert sur le campus de LSBF à Londres et sur le campus de GGSB à Grenoble, a été classée 5e parmi les Bachelors en France par le journal Le Figaro.
Le Master in International Business (MIB) de GGSB a été classé 9e au rang mondial par le Financial Times.

### Bourses d’études
Le parrain de LSBF, HRH Prince Michael of Kent, offre des bourses d’études aux étudiants des pays émergents. LSBF offre aussi des bourses pour les professionnels, les femmes, et d’autres bourses par le vice-recteur de l’école.